# Фиттинг, Герман
Генрих Герман Фитинг (нем. Heinrich Hermann Fitting; 27 августа 1831 — 3 декабря 1918) — немецкий юрист, внёсший особый вклад в развитие истории права, рецепции римского права в Европе, истории юридического образования в Средние века, римского права и частного права.
Фитинг получал высшее юридическое образование с 1848 по 1852 годы в университетах Вюрцбурга (слушал лекции Вангерова) и в университете Эрлангена, где он в 1852 году защитил свою диссертацию на степень доктора права (Dr.iur), а также произнёс свою вступительную диссертационную речь при начале собственного преподавания юриспруденции (Inauguraldissertation) на тему о главных и противоположных доказательствах и смежных вопросах в 1853 году.
В 1852 по 1854 годы работал в баварском государственном управлении и юридической сфере.
В 1855 году провёл много месяцев в Париже, с целью изучения французского процессуального права.
В 1856 году защитил свою вторую докторскую диссертацию (Habilitation) на тему О понятии обратного действия в Эрлангене, и с этого времени работал на кафедре римского права и процесса в университете Гейдельберга.
В 1857 году он был назначен экстраординарным, а на следующий год ординарным профессором права в университете Базеля. Здесь он создал свои работы «О природе корреальных обязательств» 1859 год и академическую программу о "Возрасте письменных источников римских юристов от Адриана до Александра в 1860 году.
Осенью 1862 года, Фитинг переезжает в Халле в качестве ординарного профессора.
Фитинг автор многочисленных статей опубликованных в ряде газет и юридических журналов, а также ряде публикаций для архива цивильной практики, который он с 1864 года возглавлял.
В 1867 году Фитинг издаёт работу Das castrense peculium.
Кроме того, Фитинг написал также и ряд других историко-юридических работ.

## Основные работы
- Zur Geschichte des Soldatentestaments (об истории солдатского завещания) (Halle 1866)
- Über die sogen. Turiner Institutionenglosse und den sogenannten Brachylogus (о так называемой туринской глоссе и так называемом брахилоге) (Halle 1870)
- Glosse zu den Exceptiones legum Romanorum des Petrus (Halle 1874);
- Zur Geschichte der Rechtswissenschaft am Anfang des Mittelalters (об истории юриспруденции в начале Средних веков) (Halle 1875)
- Juristische Schriften des frühern Mittelalters (юридические работы раннего Средневековья)(Halle 1876)
- Über die Heimat und das Alter des sogenannten Brachylogus (Berlin 1880)
- Der Reichs-Zivilprozeß (имперский гражданский процесс)(6. Aufl., Berlin 1884)
- Das Reichs-Konkursrecht (имперское право банкротства)(2. Aufl., Berlin 1883)
- Die Anfänge der Rechtsschule zu Bologna 1888 (Истоки юридической школы в Болонье) опубликовано к 800 летнему юбилею с момента создания болонской юридической школы.